# Heavy Heart (album de Carla Bley)
Albums de Carla Bley
I Hate to Sing
(1984) Night-Glo
(1985)
Heavy Heart est un album de la pianiste et compositrice de jazz américaine Carla Bley, sorti en 1984 chez Watt/ECM.

## À propos de l'album
Carla Bley explique, dans le dossier de presse accompagnant la sortie de l'album, vouloir « mettre les gens dans une humeur douce et sensuelle ». Il y a sûrement de l'ironie dans cette déclaration : bien que l'album soir effectivement léger et lumineux, il comporte également des moments plus sombres, comme Light or Dark, sur lequel une mélodie joyeuse est contrecarrée par des dissonances à la guitare et au piano. 
Carla Bley laisse le piano à Kenny Kirkland, qui se montre incisif.

## Réception critique
Pour Richard S. Ginell (AllMusic), « l'imagination iconoclaste de Bley et son goût pour les sonorités inhabituelles se retrouvent dans son travail avec son groupe ». Pour Tyran Grillo, « Baignés de soleil, ces musiciens dialoguent comme une famille ».

## Liste des pistes
Toute la musique est composée par Carla Bley.
| No | Titre          | Durée |
| -- | -------------- | ----- |
| 1. | Light or Dark  | 6:03  |
| 2. | Talking Hearts | 6:48  |
| 3. | Joyful Noise   | 5:06  |
| 4. | Ending It      | 6:03  |
| 5. | Starting Again | 5:05  |
| 6. | Heavy Heart    | 9:50  |

## Personnel
- Carla Bley : orgue, synthétiseur
- Michael Mantler : trompette
- Steve Slagle : saxophone alto, saxophone baryton, flûte
- Gary Valente : trombone
- Earl McIntyre : tuba
- Kenny Kirkland : piano
- Hiram Bullock : guitare
- Steve Swallow : guitare basse
- Victor Lewis : batterie
- Manolo Badrena : percussions